# Fernando Álvarez de Toledo (1527-1591)

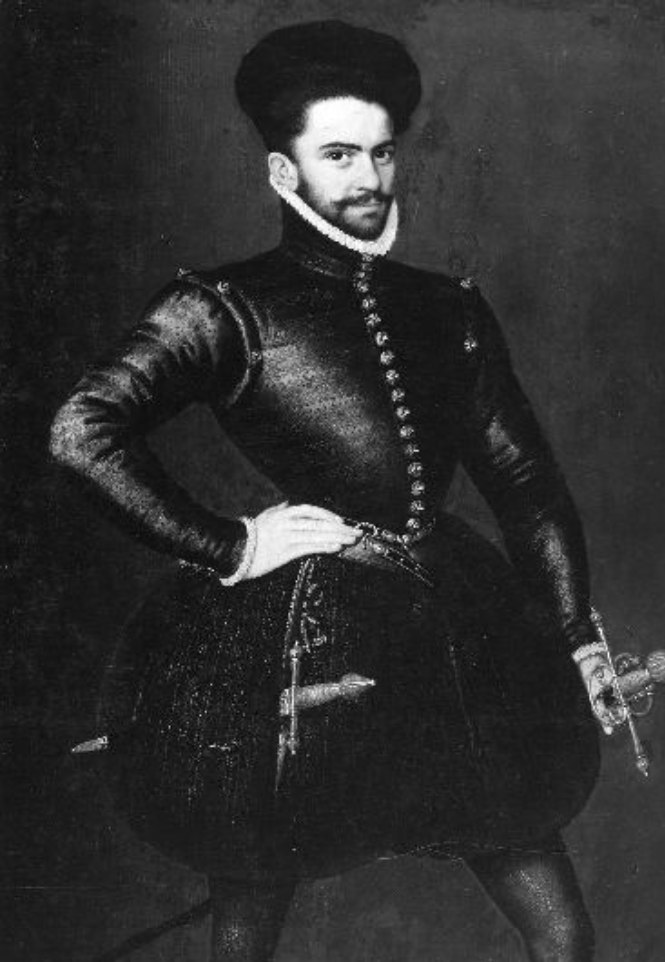
Vermoedelijk portret door Frans Pourbus (I), ca. 1560

Fernando (Hernando) Álvarez de Toledo of Don Hernando (La Aldehuela, ca. 1527 – Madrid, 21 oktober 1591) was een Spaans militair onder koning Filips II. Hij was grootprior van Castilië en León in de Orde van Malta (1579-1591), onderkoning van Catalonië (1571-1580) en lid van de Spaanse Raad van State (1587-1591).

## Leven
Hernando de Toledo was het buitenechtelijke kind van de hertog van Alva en de molenaarsdochter María uit Valdecorneja. Hij werd opgenomen in het huisgezin van Alva en ontving een goede opleiding, maar moest wachten tot 1546 vooraleer hij werd gewettigd. In 1554 vergezelde hij zijn vader naar Engeland voor het geplande huwelijk tussen Filips II en Mary Tudor. Daarna ging hij waarschijnlijk mee naar Italië. Hij werd naar Rome gestuurd voor onderhandelingen met paus Paulus IV en werd kolonel van een tercio. In 1565 was hij aanwezig op de Ontmoeting in Bayonne. In februari 1566 werd hij kapitein-generaal van de 12.000 troepen die Filips II naar La Goleta stuurde als versterking tegen de Ottomanen, maar deze expeditie ging uiteindelijk niet door.
In augustus 1567 trok Don Hernando in het gevolg van zijn vader naar de Nederlanden om er de opstandigheid te onderdrukken. Hij nam zijn intrek in het Hof van Culemborg te Brussel. De graven van Egmont en Horne waren er op 9 september te gast en werden na afloop van het banket gearresteerd. Als bevelvoerder van de cavalerie en maestro de campe trok hij op 14 december 1567 naar Gent om een doodslag te vervolgen. Hij nam deel aan diverse veldtochten tegen Willem van Oranje en de geuzen, waaronder de Slag bij Jemmingen. In 1570 verliet hij de Nederlanden met de vloot die Anna van Oostenrijk naar Spanje bracht.
Het volgende decennium was Don Hernando onderkoning van het vorstendom Catalonië (1571-1580). Vanuit Barcelona ondernam hij verschillende veldtochten. In november 1579 werd hij uit zijn functie ontheven om met zijn vader deel te nemen aan de Portugese Successieoorlog. Hij participeerde in de Slag bij Alcantara en voerde tot 1586 diverse commando's. De lang nagestreefde hofbenoeming bleef telkens uit, tot hij met de steun van secretaris Mateo Vázquez de Leca dan toch raadsheer werd van Filips II. Tot zijn dood zetelde hij in de Raad van State en de Raad van Oorlog (1587-1591).
Hij werd begraven in het klooster van de ongeschoeide karmelietessen in Toledo.

## In de letteren
Lope de Vega behandelde de verwekking en jeugd van Don Fernando in zijn komedie Más mal hay en la Aldegüela de lo que suena (Er zijn slechtere dingen in La Aldehuela dan je gedroomd hebt), die tot nogal wat legendevorming leidde.

## Voetnoten
1. ↑  Marcus van Vaernewyck, Hoe des duucx Dalve bastaert zone te Ghendt inghereden quam, in: Van die beroerlicke tijden in die Nederlanden en voornamelick in Ghendt 1566-1568, ed. Vanderhaeghen, 1872-1881, vol. 3, p. 162-165

- Catàleg d'autoritats de noms i títols de Catalunya: 981058520072606706
- Virtual International Authority File: 305869367